# Pierre Pierlot
Pierre Pierlot (Parijs, 26 april 1921 - 9 januari 2007) was een van de beroemdste Franse hoboïsten.

## Biografie
Na zijn studie aan het Conservatorium van Valenciennes bij Gaston Longatte, studeerde Pierlot verder aan het Conservatorium van Parijs bij Louis Bleuzet. In  1941 behaalde hij de Premier prix voor hobo en kamermuziek bij de docent Fernand Oubradous. Hij ontsnapte ternauwernood aan deportatie naar Duitsland. In 1949 won hij de eerste prijs bij het internationale concours van Genève. Later zou hij er meerdere malen jurylid zijn, alsook bij concoursen in München en Boedapest.
In 1946 ontstond naar aanleiding van zijn vriendschap met de fluitist Jean-Pierre Rampal het blaaskwintet Quintette à vent français met Jacques Lancelot (klarinet), Gilbert Coursier (hoorn) en Paul Hongne (fagot). In 1951 is Pierlot mede-oprichter van het Ensemble Baroque de Paris met Robert Veyron-Lacroix en Robert Gendre.
Nadat hij eerst speelde in de Concerts Lamoureux, waar hij onder andere de Sinfonia Concertante van Jacques Ibert speelde, trad hij toe als solo-hoboïst tot het orkest van de Opera in 1947 tot aan de sluiting ervan in 1972. Hij werd benoemd tot hoofdvakdocent kamermuziek in 1969 op het Parijse Conservatorium, gevolgd door het hoofdvakdocentschap voor hobo in 1974 als opvolger van Étienne Baudo. Hij bleef er lesgeven tot en met 1986. Tijdens deze periode behaalden 47 van zijn leerlingen krijgen de Premier prix.
Zijn virtuositeit trok Pierlot de aandacht van Michel Garcin, artistiek directeur van het het label Erato. Met dit label maakte hij meer dan 200 opnames, met onder anderen de dirigenten Jean-François Paillard en Claudio Scimone en met zijn vriend Jacques Chambon op tweede hobo. Hij speelde vele religieuze werken onder leiding van Fritz Werner, Karl Ristenpart en Stephane Caillat. Hij maakte tientallen albums met zijn blaaskwintet, met het Ensemble Baroque de Paris, en als duo met Robert Veyron-Lacroix. In een veertigtal opnames speelt ook de trompettist Maurice Andre.
De soloconcerten van Milhaud (1958) en Martelli (1972) werden aan hem opgedragen. Pierlot speelde de première van de Sonate voor hobo en piano van Francis Poulenc.
Zijn zoon Philippe Pierlot is fluitist in het Orchestre National de France.

## Opnames
In totaal maakte Pierre Pierlot 241 plaatopnames, een record voor een hoboïst
- Complete (12) concerten van Tomaso Albinoni voor 1 of 2 hobo's (2e hobo Jacques Chambon), onder leiding van Claudio Scimone
- Complete concerten van Vivaldi onder leiding van Claudio Scimone
- Drie keer de integrale Brandenburgse concerten van Bach met Redel, Karl Ristenpart en Jean-François Paillard
- Soloconcerten van Italiaanse, Franse en Duitse componisten onder leiding van een dozijn verschillende dirigenten, voornamelijk onder leiding van Paillard
- Meer dan 150 kamermuziekwerken (duo's, trio's, kwartetten, kwintetten)
- Vijftig cantates en passies van Bach, vooral onder leiding van Fritz Werner.

- Bibsys: 6035223
- Biblioteca Nacional de España: XX1070687
- Bibliothèque nationale de France: cb138984794 (data)
- CiNii: DA10924152
- Gemeinsame Normdatei: 104002662
- International Standard Name Identifier: 0000 0000 8116 1455
- Library of Congress Control Number: n82122519
- MusicBrainz: a7748b3a-9dc5-4ffa-a87d-faa052e727f7
- Nationale Bibliotheek van Tsjechië: xx0110265
- Nationale Bibliotheek van Israël: 987007443806805171
- Nederlandse Thesaurus van Auteursnamen: 107733137
- SNAC: w6d05k0g
- Système universitaire de documentation: 154836818
- Virtual International Authority File: 37103116
- WorldCat: E39PBJrcj7Dx9CVkMc6XpHPfbd